# Брабантская (порода кур)
Брабантская, брабантер — декоративная голландская порода кур с характерным шлемовидным хохлом и бородой.
Точное время возникновения породы не известно, но она считается одной из самых древних. Птицы такого облика изображены на картине голландского художника Мельхиора де Хондекутера во второй половине XVII века (предположительно, 1668). В качестве самостоятельной породы брабантер упоминается с 1896 года.
Небольшая курица лёгкого, подвижного типа. Корпус несколько выпрямлен, туловище спереди широкое, сзади сужается. Спина слегка покатая. Линия груди выступающая, живот не выраженный. Крылья плотно прижаты и слегка опущены. Голени выступают за линию низа, цевки средней длины. Гребень маленький, V-образный, с двумя мясистыми зубцами в форме рожек, серёжки обычно отсутствуют или очень маленькие. Клюв средней длины, на конце слегка загнут, ноздри широкие. Глаза большие, цвет красный, варьируется от оранжевого до коричневого.
Оперение пышное по всему корпусу. Хвост у петуха высокий, открытой формы, густой. Птицы обоих полов имеют пышную бороду и хохол. Перья хохла образуют форму шлема, сжатого с боков, стоят торчком и обычно слегка наклонены вперед, у куриц хохол больше, чем у петухов. Пышная борода разделена на три части, полностью закрывает горло, доходит до глаз и скрывает мочки ушей. Окрасы: чёрный, белый, жемчужно-серый, голубой окаймлённый, ястребиный; окантованные серебристый, золотисто-голубой, светло-коричневый с белым (шамуа). Цвет ног зависит от окраса, чаще тёмно-серый или серо- голубой.
Масса петуха 1,9-2,5 кг, курицы 1,5-2 кг. Яйца белые, весом от 52 г. Порода не отличается продуктивностью и ценится за декоративность.
Куры брабантской породы спокойны и дружелюбны, но их содержание осложняется умением хорошо летать и лазать. Кроме того, они не очень устойчивы к холоду.
Карликовая брабантская порода выведена в начале 1930-х годов, полностью утрачена в годы Второй мировой войны. Вновь выведена в 1945 в Апелдорне. По виду карликовая форма подобна большой. Петухи весят 0,85 кг, курицы 0,75 кг.